# Carl Ludwig von Bar
Carl Ludwig von Bar (Hannover, 24 luglio 1836 – Folkestone, 20 agosto 1913) è stato un avvocato e giurista tedesco studioso di diritto penale e cofondatore della teoria internazionale del diritto privato.

## Biografia
Figlio del segretario generale sulle operazioni finanziarie della Casa Reale crebbe nelle vicinanze di Hannover e la sua formazione scolastica ebbe termine nel 1853. Successivamente, si iscrisse all'Università di Gottinga studiando legge ma anche economia, storia e filosofia. Nel 1854 fu per un anno a Berlino.
All'età di 23 anni ricevette un dottorato sul tema: Per la dottrina della prova della partecipazione al reato. Questo lavoro fu seguito da 15 altre opere tematicamente in correlazione con il diritto penale e il diritto processuale penale.
Nel 1863 divenne giudice aggiunto presso la Corte Superiore di Gottinga, dopo aver ottenuto il 18 dicembre 1858 il dottorato di primo grado. Nella primavera del 1863 venne nominato a Halle. Nel 1866 fu inviato dall'Università di Rostock e nominato alla cattedra di diritto penale.
Due anni più tardi (1868), fu nominato all'Università di Breslavia che lasciò successivamente per tornare all'Università di Gottinga nel 1879 dove rimase per oltre 30 anni.
Bar si distinse come scrittore politico e ciò determinò la sua nomina a deputato per la circoscrizione di Rostock al Reichstag, nel quale venne eletto nel 1890.
Nel 1889 ricevette la laurea honoris causa dall'Università di Bologna. Nel 1895 si trasferì Università di Cambridge, nel 1911 a quella di  Oslo | e nel 1913 all'Università di Oxford.
Morì nel 1913 a Folkestone, Regno Unito ed è sepolto a Gottinga presso il cimitero della città.

## Opere
- Das internationale Privat- und Strafrecht, Hahn'sche Hofbuchhandlung, Hannover 1862.
- Das Beweisurtheil des germanischen Processes. Ein Beitrag zur Geschichte und Kritik des deutschen Preocesses und des deutschen Rechtes Hahn'sche Hofbuchhandlung, Hannover 1866.
- Geschichte des deutschen Strafrechts und der Strafrechtstheorien, Berlin 1882 (s. Weblink).
- Lehrbuch des internationalen Privat- und Strafrechts Ferdinand Enke, Stuttgart 1892.
- Gesetz und Schuld im Strafrecht. Fragen des geltenden deutschen Strafrechts und seiner Reform. Bd. 1: Das Strafgesetz J.Guttentag, Berlin 1906.
- Gesetz und Schuld im Strafrecht. Bd. 2: Die Schuld nach dem Strafgesetze. I.Guttentag, Berlin 1907.
- Gesetz und Schuld im Strafrecht. Bd. 3: Die Befreiung von Schuld und Strafe durch das Strafgesetz. I. Guttentag, Berlin 1909.